# Cotton On集團
Cotton On是一間時裝連鎖品牌，於1991年由澳洲人Nigel Austin創立，全球擁有超過800間分店，分佈於馬來西亞、新加坡、香港及美國等地，旗下子品牌包括Cotton On Body、Cotton On Kids、Rubi Shoes、Typo、T-bar及Factorie。

## 新加坡
Cotton On 於2007 年在新加坡開業，Cotton On Body 於2008 年開業，Cotton On Kids 於2009 年1 月開業，Rubi Shoes 於2009 年7 月在ION Orchard 開業，Typo 於2010 年1 月開業，Factorie 僅從2013 年6 月開幕至2018 年 3 月。
營運規模從高峰時期的 77 家門市縮減至 2024 年的 41 家門市。